# Homofonia (program telewizyjny)
Homofonia – pierwszy regularnie nadawany telewizyjny program o tematyce LGBT nadawany na żywo do 2008 roku w stacji iTV. 
Pierwszy odcinek Homofonii został nadany 4 października 2006.
Program adresowany był nie tylko do ludzi o orientacji homo- i biseksualnej, ale także do osób heteroseksualnych sceptycznie nastawionych do mniejszości seksualnych. Intencją autorów Homofonii było oswojenie społeczeństwa z odmiennością seksualną bez stosowania prowokacji. Gośćmi programu byli ludzie nauki, kultury, politycy oraz przedstawiciele różnych organizacji i środowisk.
Prowadzący: Iza3D, Szu, Krzysiu.
Program nadawany był w każdą środę o godz. 23:30.